# Folioceros assamicus
Folioceros assamicus är en skidmossaart som beskrevs av D.C.Bharadwaj. Folioceros assamicus ingår i släktet Folioceros och familjen skidmossor. Inga underarter finns listade i Catalogue of Life.